# Fabrizio Moncada
Fabrizio Moncada Pignatelli (c. 1535 – 1579) fue un noble y político italiano del siglo XVI.

## Biografía
Segundo hijo de Francesco Moncada, primer príncipe de Paternó, y de Caterina Pignatelli, fue regente de los distintos feudos de la familia en Sicilia, incluidos los de Paternó, ciudad de la que fue gobernador. Disponía de una considerable posición para la que se estima unos ingresos anuales de 400 escudos, más el título de caballero.
En 1571 murió su hermano mayor, Cesare, quien sucedió a su padre en el trono del principado, y se hizo cargo de la protección de su hijo, el heredero de la corona, Francisco II. En 1573 se casó en Madrid con la pintora Sofonisba Anguissola, una unión que le trajo 12.000 escudos de dote, y un sueldo anual de 1.000 ducados, asignado por el rey Felipe II de España. Junto con su esposa, se mudaron al Palacio Moncada de Paternò.
En 1579, yendo hacia España para reclamar los derechos financieros de la dote de su mujer, pagos que tardaban en llegar, Moncada fue víctima de un misterioso accidente. El velero en el que viajaba fue atacado frente a la costa de Palermo por piratas argelinos. Se dice que luchó valientemente, pero tras los forcejeos ulteriores, murió ahogado en el mar.